# ラグナロク 〜光と闇の皇女〜
『ラグナロク 〜光と闇の皇女〜』（ラグナロク ひかりとやみのこうじょ）は、ガンホー・オンライン・エンターテイメントから2011年10月27日に発売されたPlayStation Portable用ソフト。略称は「ラグヒカ」。
そして日本国内におけるラグナロクオンライン派生作品の一つである。

## 登場人物

### メインキャラクター
リト（デフォルト名/変更可）
声（男性） - 逢坂良太、梶川翔平、越田直樹、沼裕華、羽月理恵、石田大祐、井澤詩織、山本兼平
声（女性） - 内田愛美、羽月理恵、井澤詩織、梶田夕貴、羅弘美、今井麻美、真木碧
本作の主人公。性別の選択は可能。

### サブキャラクター
トレーネ
声 - 石田大祐
フィオナ
声 - 真木碧
ジルド
ヴェーダ
声 - 梶川翔平
ユーリ
声 - 高橋伸也
ベルクト
声 - 寺井智之
イサラ
声 - 水森志寿香
アデレイド
声 - 内田愛美
ダリウス
声 - 越田直樹
ガストン
声 - 高橋伸也
シンシア
声 - 今井麻美
ジェスター
声 - 阿部大樹

### その他のキャラクター
リベイラ

## Webラジオ「ラジヒカ」
公式サイトで配信された、MC4人がオフィシャルサポーターとなって全力応援するWEBラジオ番組。
正式名称は「ラグナロク〜光と闇の皇女〜全力応援！Radi-hika（ラジヒカ）」。2011年8月27日～11月25日、全14回、毎週金曜日更新（初回のみ土曜日）。公式サイトに全話アーカイブが存在する。
MC4人による「ラグヒカ」の世界がわかる生アフレコ風連続ラジオドラマ「おいでませラグヒカ」をメインとし、毎回様々な企画を実施していた。

### おいでませラグヒカ
グランツリッター半島に暮らす少女たちの視点で、「ラグヒカ」の世界観やストーリーを紹介した全14話の連続ラジオドラマ
ローズマリー
声 - 仁後真耶子

アルナ
声 - 福原香織

ラティ
声 - 高森奈津美

ロロット
声 - 片岡あづさ